# Drei Masken Verlag
Der Drei Masken Verlag ist ein deutscher Theaterverlag.
Der Verlag wurde 1910 als Bühnen- und Musikverlag gegründet. Zehn Jahre später zog er nach Berlin. Er gehört zu den ältesten Theaterverlagen Deutschlands. Er hat seinen Sitz seit 1951 in München, wo er auch 1910 gegründet wurde. Der Verlagsgründer war der Verleger und Komponist Ludwig Friedmann. 1931 gehörte der Verlag zu den weltweit größten Unternehmen seiner Branche. Während der NS-Diktatur wurde der Drei Masken Verlag arisiert. 2023 schlossen sich der Drei Masken Verlag und der Theaterstückverlag zu einem Verlag zusammen und der Theaterstückverlag wird als Marke weitergeführt im Drei Masken Verlag weitergeführt.
Der Drei Masken Verlag hat ca. 1800 Titel im Programm. Das Spektrum reicht von Natalija Woroschbyt, Bertolt Brecht bis zu Karl Valentin, dessen Bühnenrechte der Verlag weltweit vertritt.